# Nilobezzia nigriventris
Nilobezzia nigriventris är en tvåvingeart som först beskrevs av Jean-Jacques Kieffer 1924.  Nilobezzia nigriventris ingår i släktet Nilobezzia och familjen svidknott. Inga underarter finns listade i Catalogue of Life.